# Guillaume Garidel
Guillaume Garidel, surnommé Guillermo, est un musicien, né à Lyon en 1976. Il est le bassiste du groupe de rock français Dionysos depuis sa création jusqu'en 2015. Il joue principalement de la basse, toutefois il fait aussi de la contrebasse (45 tours), du mélodica et du synthétiseur.
Pour la tournée acoustique 2009, il a appris spécialement à jouer de la clarinette pour un morceau. Lors de cette tournée, il s'appropriera avec sa contrebasse certains thèmes joués habituellement à la guitare comme sur Song for Jedi.
Plus récemment on a pu constater sa maîtrise des verres musicaux, du mellotron ou encore du glockenspiel. En acoustique on a aussi pu le voir jouer sur une dobro basse.
On sait peu de choses sur ce membre du groupe. Bien que très impressionnant sur scène, par sa carrure et sa barbe sombre, il se montre plutôt discret. Sur scène, le personnage de Guillermo est souvent comparé par Mathias Malzieu à celui d'un ours élevé au sein du groupe.

## Avec Dionysos
- 1996 - Happening Songs: basse, archet, scotch, chœurs, moog, metalophone
- 1998 - The Sun Is Blue Like the Eggs in Winter : basse
- 1999 - Haïku : basse, claviers
- 2002 - Western sous la neige : basse, contrebasse, claviers
- 2005 - Monsters in Love : basse, contrebasse, claviers, appeau, chœurs
- 2007 - La Mécanique du cœur : basse, contrebasse
- 2012 - Bird 'n' Roll : basse, contrebasse, verres musicaux, Moog, chœurs, mellotron